# John Napier
John Napier (tudi Neper) (lord Merchiston), škotski matematik in teolog, * 1550, grad Merchiston Castle (Tower) pri Edinbourghu, Škotska, † 4. april 1617, Merchiston Castle.

## Naravni logaritmi
Napier je pri primerjavi aritmetičnega in geometričnega zaporedja prišel na misel, da izdela logaritemske razpredelnice za poenostavitev računanja. Prve razpredelnice je izdelal leta 1594 in jih poslal de Braheju v Prago, da jih preveri. Leta 1614 je izdal knjigo Opis čudovitega kanona logaritmov ... (Mirifici Logarithmorum Canonis Descriptio, ejusque usus in utroque Trigonometria; ut etiam in omni logistica mathematica, amplissimi, facillimi, et expeditissimi explicatio), ki je oznanila odkritje logaritmov. Uvedel je tudi samo ime za ta števila, ki jih je prvotno imenoval »umetna števila«, danes pa bi se jim reklo »razmerna števila«. Njegovi logaritmi so bile vrednosti funkcije:
{\displaystyle 10^{7}\ln \left({10^{7} \over x}\right)\!\,.}
Njihova osnova je bila Napierova konstanta, število e. Pri Napierju je aritmetično zaporedje naraščajoče, pripadajoče geometrično zaporedje pa je padajoče. Splošna člena obeh zaporedij iz začetka razpredelnice bi se danes izrazila z:
{\displaystyle x_{n}=n\left(1+{1 \over 2}{1 \over 10^{7}}\right)\!\,}
in:
{\displaystyle y_{n}=n\left(1-{1 \over 2}{1 \over 10^{7}}\right)^{2}\!\,.}
Količnik geometričnega zaporedja je pri njem manjši od 1:
{\displaystyle k=0,9999999=1-10^{-7}\!\,.}
Kakor Bürgi si je izbral kvocient zelo blizu enote zato, da leže členi geometričnega zaporedja dovolj na gosto. Druga razlika je v tem, da Napier ni izbral za števila (numerus) naravna števila, pač pa vrednosti kotne funkcije sinus za kote na intervalu od 90° do 30°. Tako imajo njegove razpredelnice značilnost logaritmično-trigonometričnih tabel, ki so jih sicer lahko uporabljali tudi kot numerično logaritemske. Hkrati je to tudi razpredelnica vrednosti logaritma kosinusa. V dodatku Constructia, ki je izšel po njegovi smrti, je dodana tudi kratka razpredelnica naravnih logaritmov (pomnoženih z {\displaystyle 10^{6}}) števil 1,2,... 9,10,11,... 90,100,200,... 900,1000 do 900000 (na primer {\displaystyle \ln 10=2302583}). Avtor dodatka je verjetno Oughtred.

## Napierovo pravilo
V sferni trigonometriji je Napier podal enačbe za reševanje sfernega trikotnika z Napierovim pravilom, s katerim se označi na krožnici 5 sestavin pravokotnega sfernega trikotnika brez pravega kota {\displaystyle \gamma \,} v enakem vrstnem redu kot v trikotniku in se zamenjata kateti a in b z njunima komplementarnima kotoma {\displaystyle \pi -b\,} in {\displaystyle \pi -a\,}. Kosinus vsake sestavine je potem enak produktu kotangensov obeh njej priležnih sestavin ali produktu sinusov obeh nepriležnih sestavin. Pravilo da enačbe, na primer:
{\displaystyle \cos c={\textrm {ctg}}\;\alpha \;{\textrm {ctg}}\;\beta =\sin(90^{o}-b)\sin(90^{o}-a)\!\,,}
{\displaystyle \cos \alpha ={\textrm {ctg}}\;(90^{o}-b)\;{\textrm {ctg}}\;c=\sin(90^{o}-a)\sin \beta \!\,,}
{\displaystyle \cos(90^{o}-b)={\textrm {ctg}}\;(90^{o}-a)\;{\textrm {ctg}}\;\alpha =\sin \beta \sin c\!\,,}
{\displaystyle \cos(90^{o}-a)={\textrm {ctg}}\;\beta \;{\textrm {ctg}}\;(90^{o}-b)=\sin c\sin \alpha \!\,,...}
Iz njih se dobijo osnovne enačbe sfernega trikotnika.

## Napierove enačbe
Znane so tudi Napierove enačbe (analogije) za sferni trikotnik:
{\displaystyle {\textrm {tg}}\;{a-b \over 2}={\sin {\alpha -\beta  \over 2} \over \sin {\alpha +\beta  \over 2}}{\textrm {tg}}\;{c \over 2}\!\,,}
{\displaystyle {\textrm {tg}}\;{a+b \over 2}={\cos {\alpha -\beta  \over 2} \over \cos {\alpha +\beta  \over 2}}\;{\textrm {tg}}\;{c \over 2}\!\,,}
{\displaystyle {\textrm {tg}}\;{\alpha -\beta  \over 2}={\sin {a-b \over 2} \over \sin {a+b \over 2}}\;{\textrm {ctg}}\;{\gamma  \over 2}\!\,,}
{\displaystyle {\textrm {tg}}\;{\alpha +\beta  \over 2}={\cos {a-b \over 2} \over \cos {a+b \over 2}}\;{\textrm {ctg}}\;{\gamma  \over 2}\!\,.}
Poleg matematike so ga privlačili tudi takratni politični in verski boji, v katere je dejavno posegal. Kakor Stiefel je skušal dodazati, da je papež antikrist.
Napier je pokopan v cerkvi svetega Cuthberta v Edinburghu.
Enota v telekomunikacijah, neper se imenuje po njem.